# 椭圆机

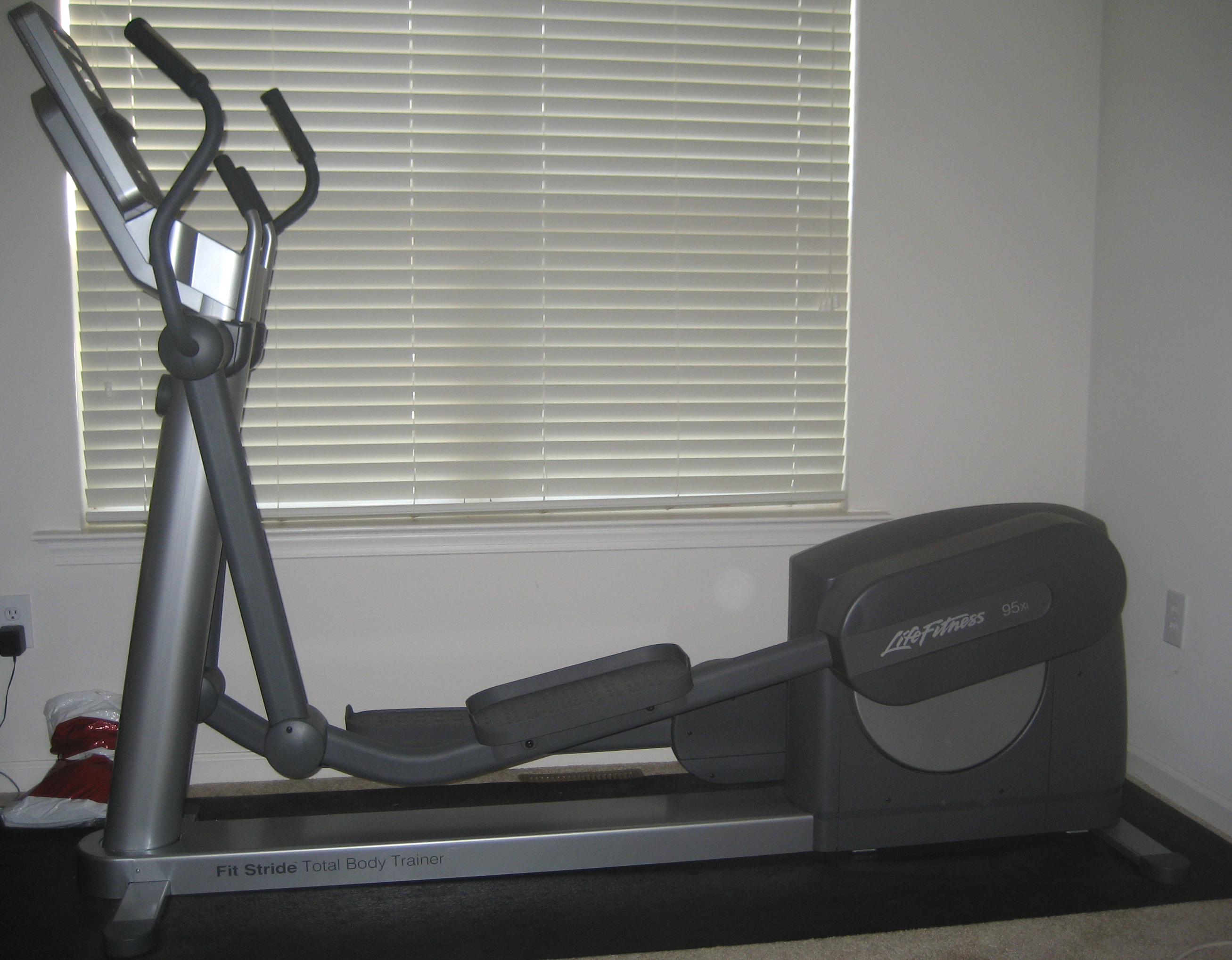
一种后驱式椭圆机

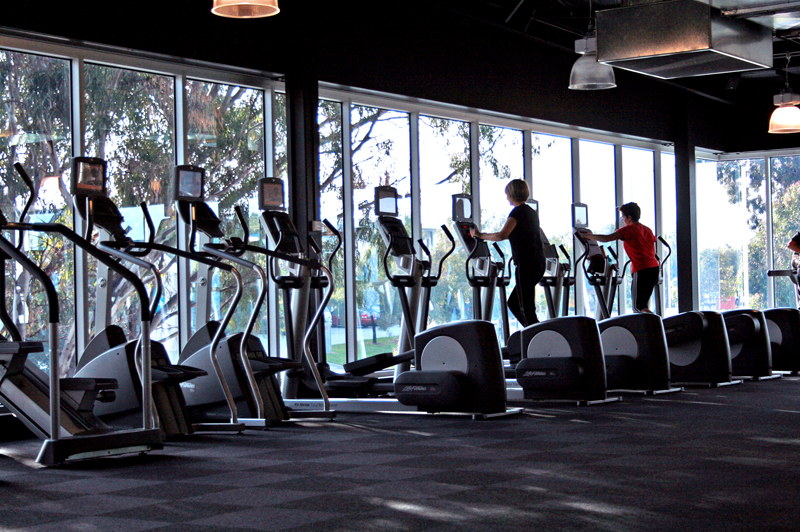
健身房中的一排椭圆机

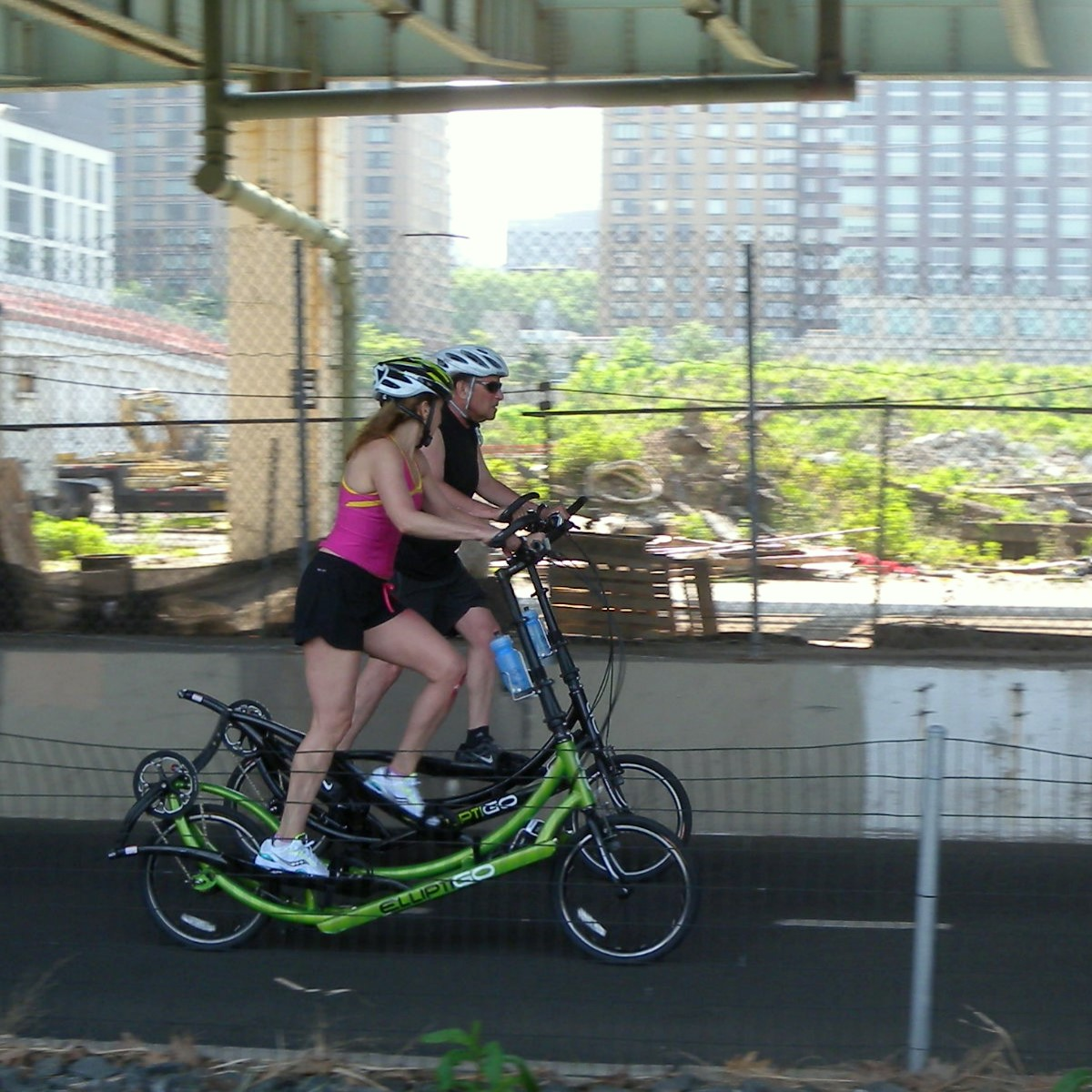
一种模仿椭圆机原理的自行车

椭圆机或交叉训练机（也被称为X训练机）是一种固定健身器械。它能够在不给关节造成额外压力的情况下模拟爬楼梯，走路和跑步等运动，从而减轻运动损伤的风险。由于这一特点，一些受伤者常使用椭圆机来进行健身运动。在椭圆机上的运动是一种非冲击性的心血管锻炼，使用者可以根据自己的使用习惯来调节椭圆机的运动强度。
椭圆机是Precor公司于1990年代发明的。 
大多数的椭圆机都可以锻炼用户的上半身和下半身（但是某些型号没有锻炼上半身的组件）。尽管椭圆机被认为是一种低冲击的运动器械，但它仍然可用于负重运动。 椭圆机可以由用户产生的动作自行供电，也可以使用供电设备为其供电。后一种供电方式也常用于调整椭圆机的运动强度。

## 历史
椭圆机本质上是一种四连杆机构。机身底部的踏板连接到被称为连杆的连接器上。1988年，普渡大学的研究人员发表了有关椭圆形路径生成方式的第一篇著作，研究显示这种机构一次运动周期内的机构结点的运动路径近似呈椭圆形。  1995年，Precor公司推出了椭圆健身运动训练器（EFX） 这是第一种被称为椭圆机的运动器材，这种机器能够使运动者的脚像跑步时一样与地或踏板的接触位置从脚跟平滑地变动到脚趾。其专利中提到这种机器将后飞轮与前脚踏板结合在一起，从而产生平滑的椭圆运动，大幅度提高了运动时脚部的舒适感，减少了使用其他固定式有氧运动设备时四肢常出现的麻木感。

## 类型
椭圆机根据电动机或驱动器的位置不同，可以被分为3类。最初的椭圆机是后驱类型，第二代椭圆是前驱类型，最新的椭圆机则采用了中心驱动。

## 优点
与跑步机和健身单车相似，椭圆机能够训练腿部肌肉并增强心脏功能。椭圆机的运动强度介于健身单车和跑步机之间。
椭圆机在使用过程中产生的噪声通常而言比跑步机等健身器材要小。

## 使用方式
虽然不同的椭圆机型号的操作方法会有所不同，但大多数都是相似的。使用者摆出舒适的站立姿势并挺直背部，使脊柱处于中立位置。之后调整膝盖、臀部和脚踝，并确保脚跟和脚掌之间的重量分布均匀。随后抓住椭圆机上的扶手，平缓的开始运动，腿部的运动方向可从正向和反向间随意选择，在运动的过程中，尽量保持运动的连续性。